# Magnis (Adelsgeschlecht)

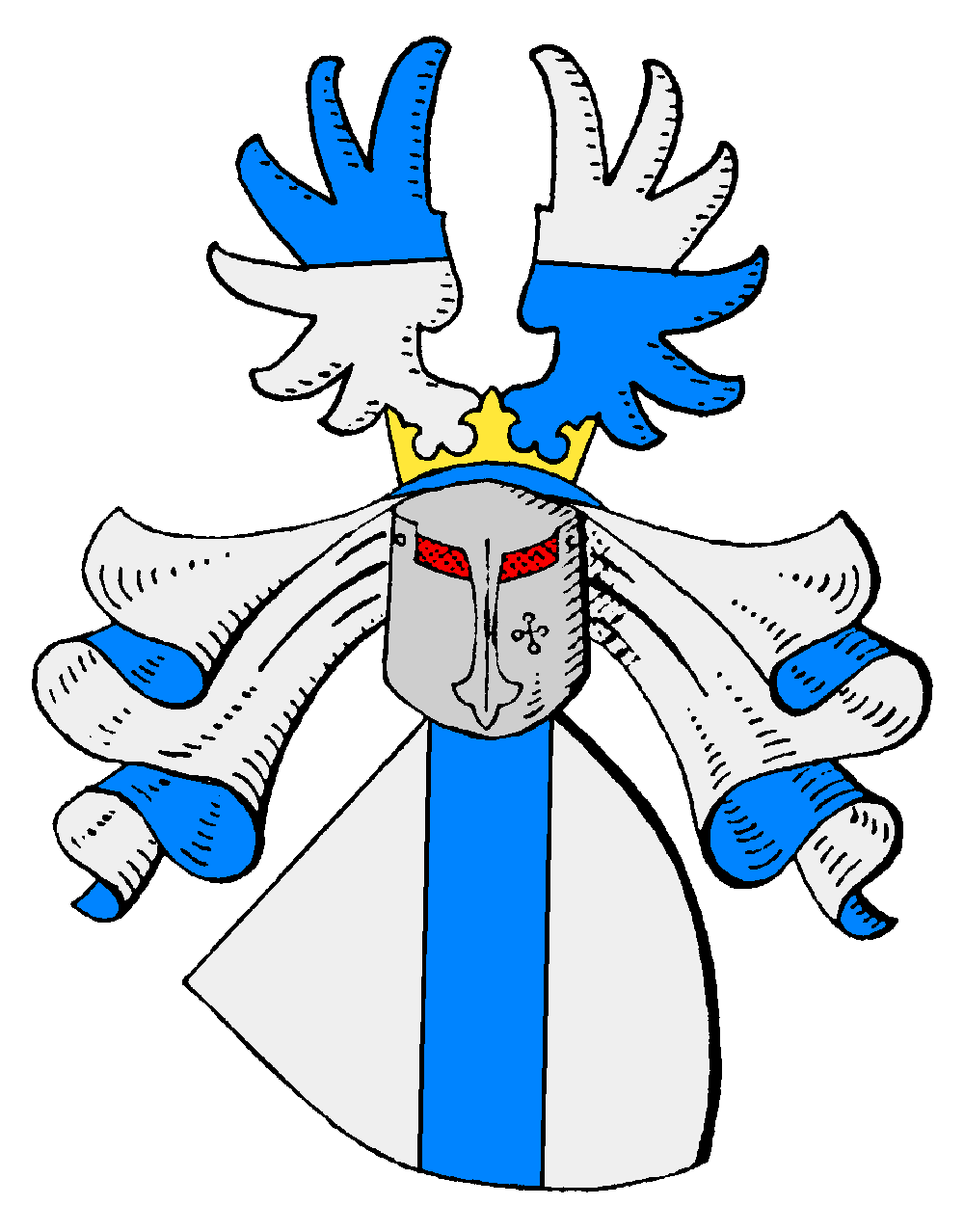
Stammwappen derer von Magnis

Die Magnis (ursprünglich italienisch Magni) sind ein ursprünglich aus der Lombardei stammendes, österreichisch-böhmisch-mährisches und schlesisches Adelsgeschlecht. 1622 erreichten sie den Freiherrenstand, am 2. Juni 1637 wurden sie in den Reichsgrafenstand erhoben. Durch ihre Besitzungen in der Grafschaft Glatz gehörten sie ab 1780 auch zum preußischen Adel.

## Geschichte
Das Geschlecht beginnt seine Stammreihe mit Sér Gaspare (Parolo) Magni in Lurago am Comer See. Sein Enkel Sér Gaspare (Gabbaglio) Magni zieht um 1445 nach Como. Durch erfolgreiche kaufmännische Tätigkeit in Como und Mailand stiegen einzelne Familienmitglieder gesellschaftlich auf und traten in kaiserliche Dienste. Am kaiserlichen Hof erreichten sie hohe Positionen und erwarben Besitzungen in Mähren und in der Grafschaft Glatz.

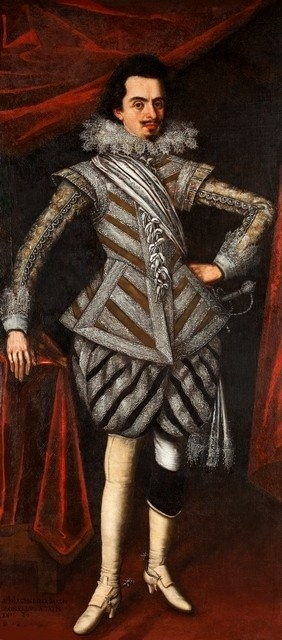
Franz Reichsgraf von Magnis (1598–1652), Oberst

Der kaiserliche Oberst Franz von Magnis (1598–1652) war einer der Befehlshaber der königlichen Heere in der Schlacht am Weißen Berg und wurde vom Kaiser in Anerkennung seiner Verdienste 1622 in den Reichsfreiherren- und 1637 Reichsgrafenstand erhoben. 1628 erwarb er den südmährischen Besitz Straßnitz, der zuvor den protestantischen Herren von Zierotin gehört hatte. Die mährischen Domänen erreichten einen Umfang von 80.000 Morgen.
Anton Alexander von Magnis (1751–1817) aus Straßnitz, Herr auf Přestavlky, erbte über seine Mutter Maria Franziska, geb. Gräfin von Götzen, nach deren Tod 1780 einen großen Güterkomplex um Eckersdorf in der Grafschaft Glatz. Er erwarb zwischen 1795 und 1812 noch zwölf weitere Güter hinzu.

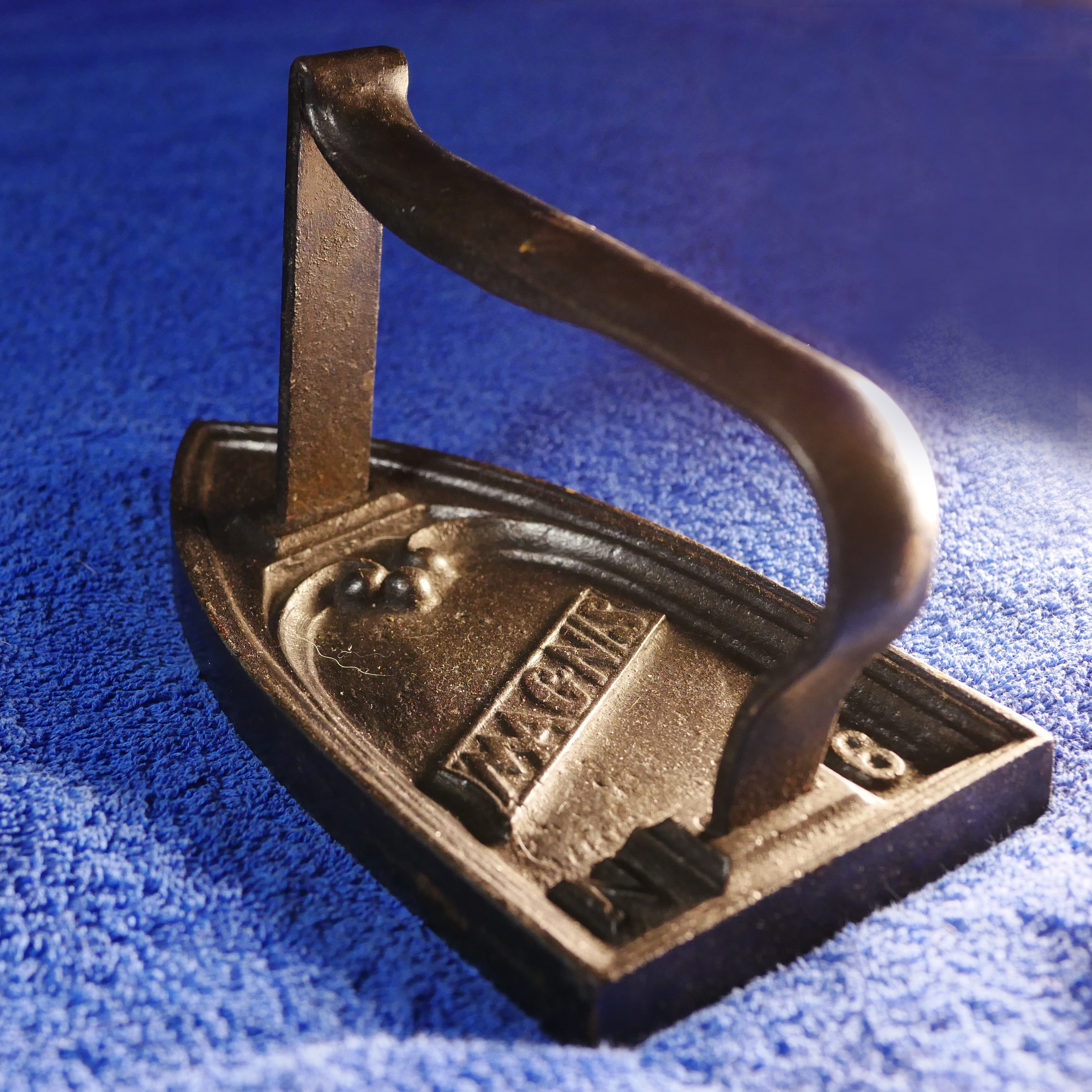
Bügeleisen Magnis

Die mährischen Besitze (insbesondere Straßnitz, Přestavlky und Přerov) gehörten nach 1806 zum Kaisertum Österreich bzw. Österreich-Ungarn, die Besitze in der Grafschaft Glatz (Eckersdorf mit Neurode und anderen) hingegen zur preußischen Provinz Schlesien. Die Herrschaften Straßnitz und Eckersdorf/Neurode befanden sich später in einer Hand, zuletzt des Grafen Anton Franz von Magnis (1862–1944), der bis 1918 den Wahlkreis Reichenbach-Neurode mehrmals im Reichstag vertrat. In Neurode, das 1810 zum Eckersdorfer Gut hinzugekauft worden war, wurde bald schon Kohlenbergbau betrieben, neben Steinkohle wurden Eisenerz, Kupfererze, Schiefer und Gold abgebaut. Die Magnis'sche Bergverwaltung, die seit 1899 ihren Sitz im Neuroder Schloss hatte, wurde 1901 in die „Gewerkschaft Neuroder Kohlen- und Tonwerke“ umgewandelt und blieb bis 1921 im Familienbesitz. Durch den Bergbau entstanden auch weitere Industriebetriebe. Die 1829 in Eckersdorf gegründete Zuckerrübenfabrik wurde bis 1907 betrieben. In Straßnitz verteidigte der Magnis'sche Domänenverwalter Max Hrdliczka ab 1918 die Domänen gegen die beginnende tschechische Bodenreform und konnte die dortigen Besitzungen anschließend sogar noch ausweiten. 1945/46 erfolgte durch die Vertreibung der Deutschen aus der Tschechoslowakei und die Vertreibung der deutschen Bevölkerung aus dem nun polnisch gewordenen Schlesien die Enteignung aller Besitze.

## Besitzungen in Böhmen
- 1622–1629 Žleby

## Besitzungen in Mähren
- 1624–1630 Morawetz und die umliegenden Herrschaften Mitrau (Mitrov), Rosna (Rožná), Mesiborsch (Meziboří), Bukau (Bukov) und Jabloniow (Jabloňov), erworben und wieder verkauft durch Johann Jacob Graf Magnis.
- 1628–1945 Straßnitz, erworben durch Graf Franz von Magnis
- 1683–1863 Přestavlky, erworben durch Graf Ferdinand von Magnis
- 1795–1917 Přerov und Želatovice mit Anteil an Tučín, erworben durch Graf Anton Alexander von Magnis
- 1917–1945 Bzenec, erworben durch Graf Anton Franz von Magnis

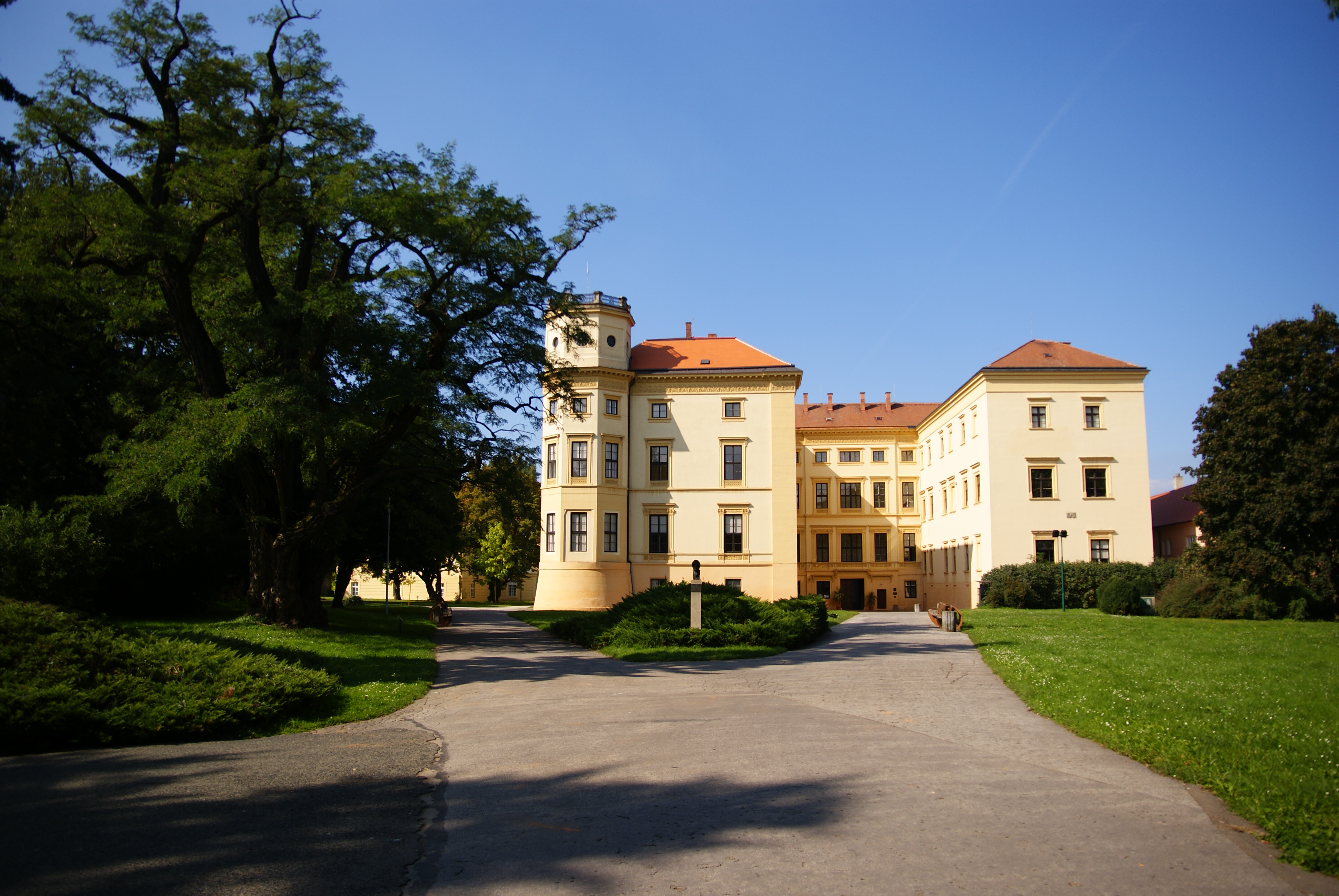
Schloss Straßnitz
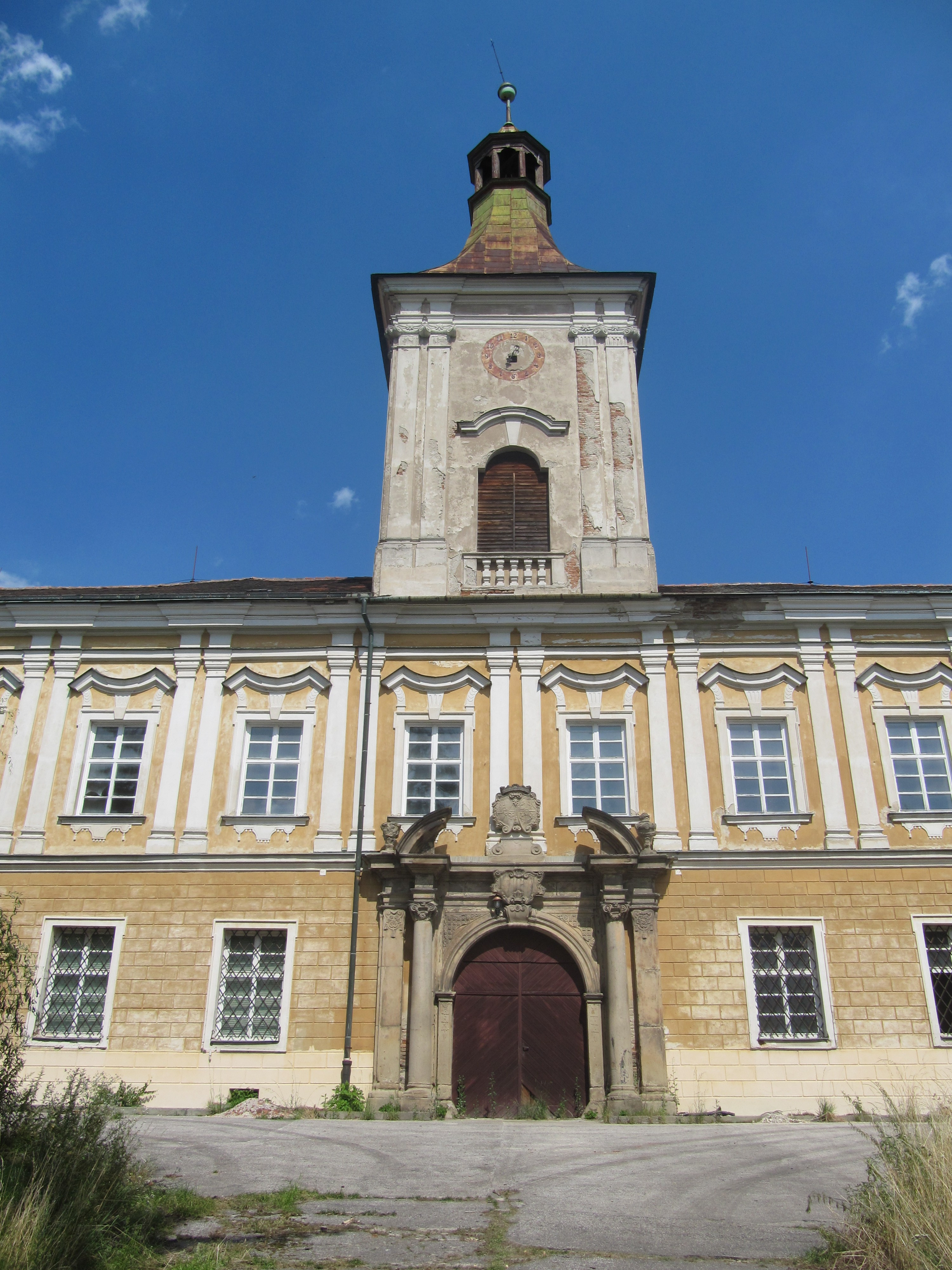
Schloss Přestavlky
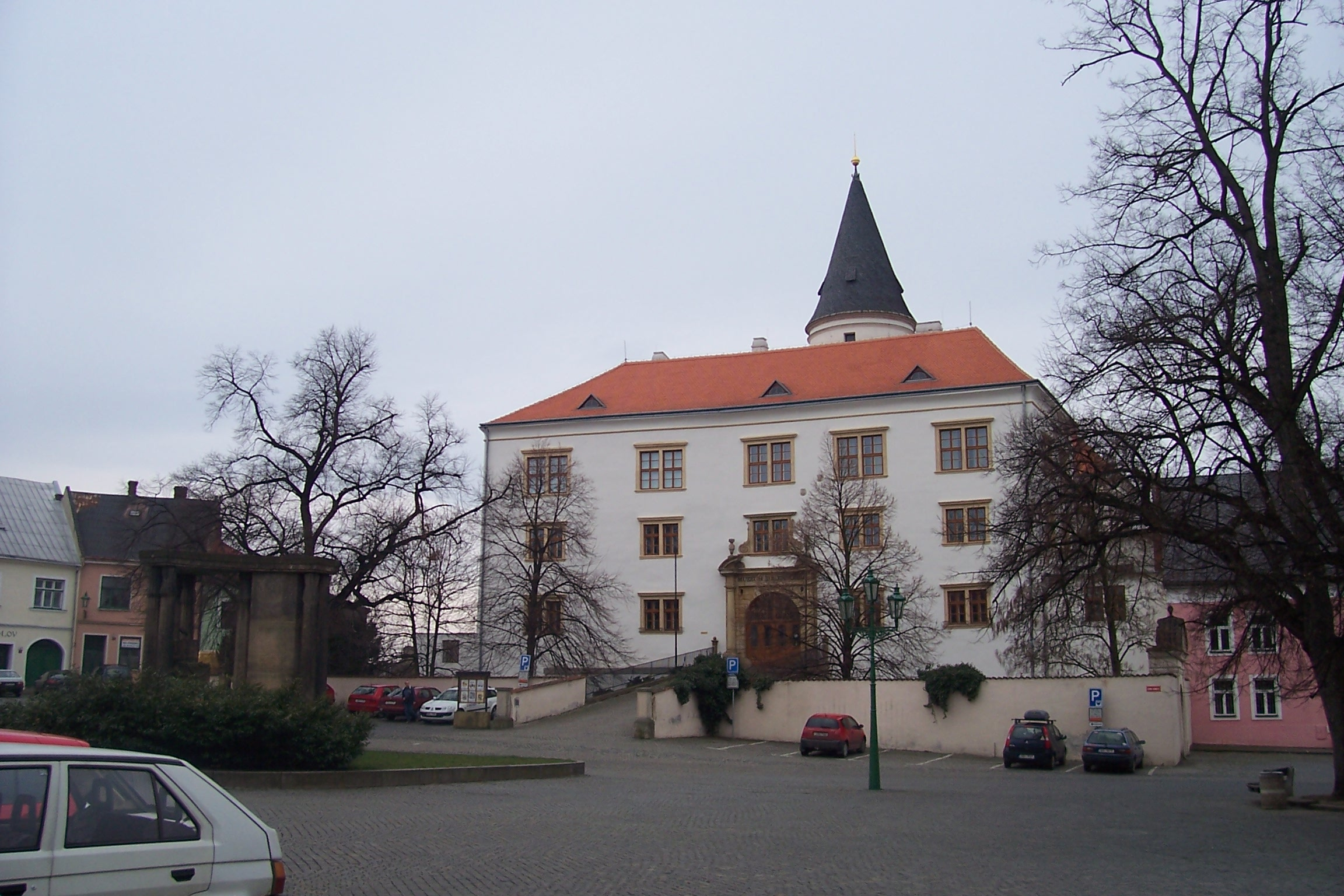
Schloss Přerov
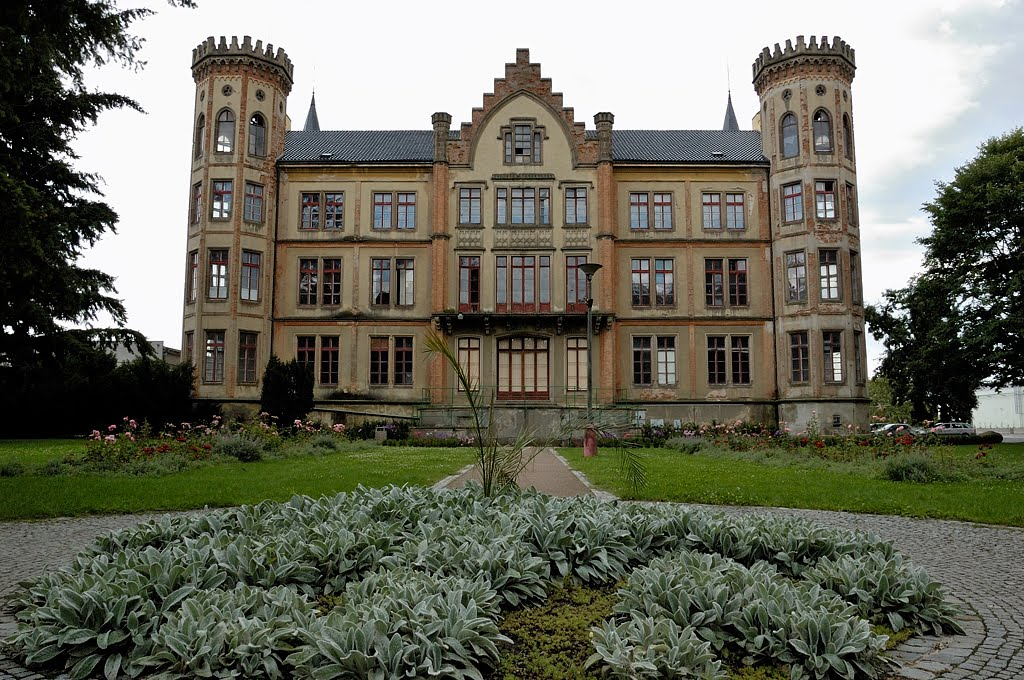
Schloss Bzenec

## Besitzungen in der Grafschaft Glatz
- 1780–1945 die Herrschaft Eckersdorf, mit Albendorf, Gabersdorf, Mühldorf, Mittelsteine, Möhlten, Rothwaltersdorf, Wiesau (geerbt durch Anton Alexander von Magnis aus dem Nachlaß der Grafen Götzen)
- sowie: Niedersteine mit Ullersdorf (beide 1793 erworben durch Anton Alexander), Seifersdorf (erworben Ende 18. Jh. durch Anton Alexander), Volpersdorf mit Schwenz (erworben 1793 durch Anton Alexander), Neurode (und Schloss Neurode, erworben 1810 durch Anton Alexander), alle bis 1945 zu Eckersdorf gehörend

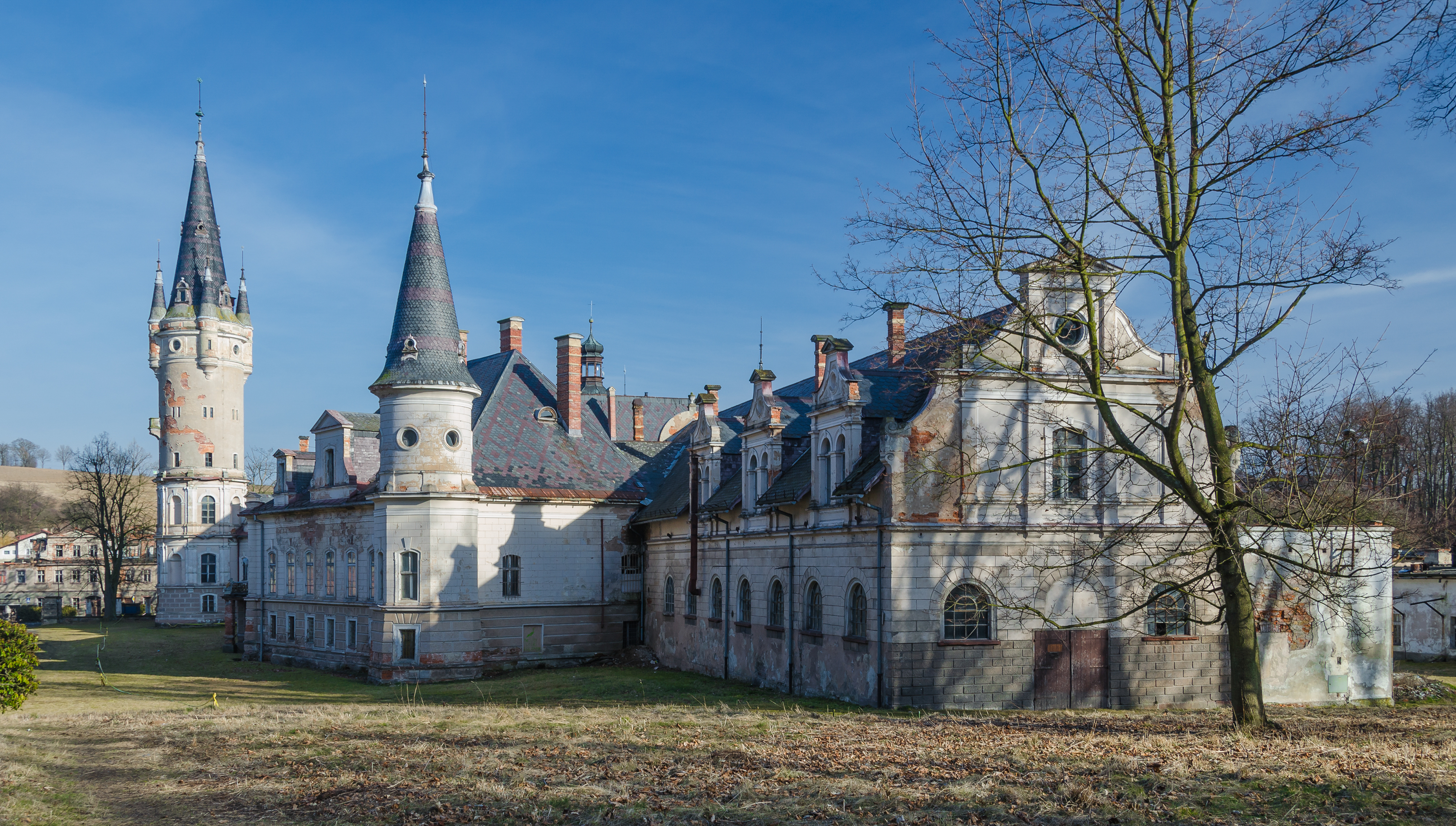
Schloss Eckersdorf
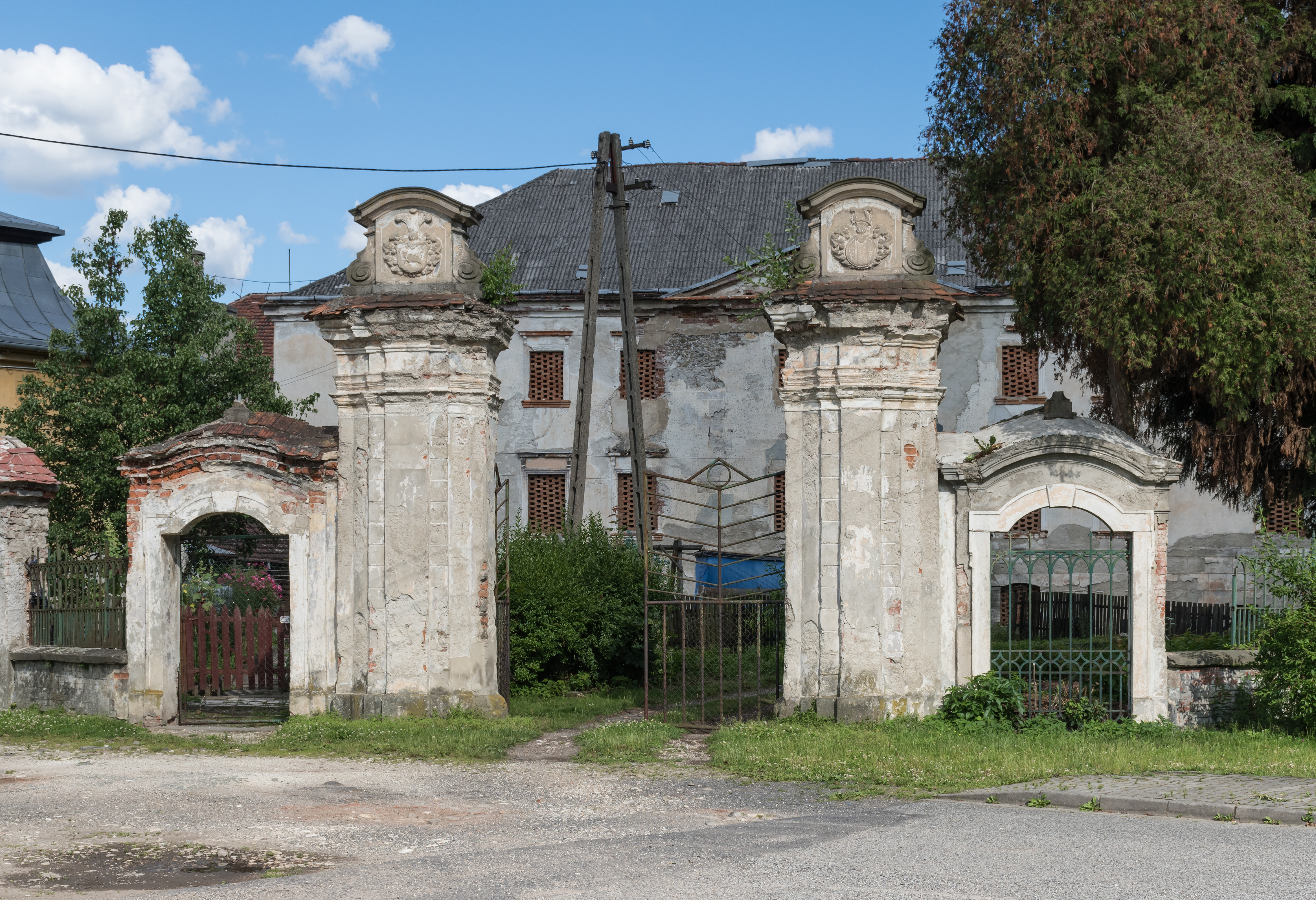
Schloss Ullersdorf
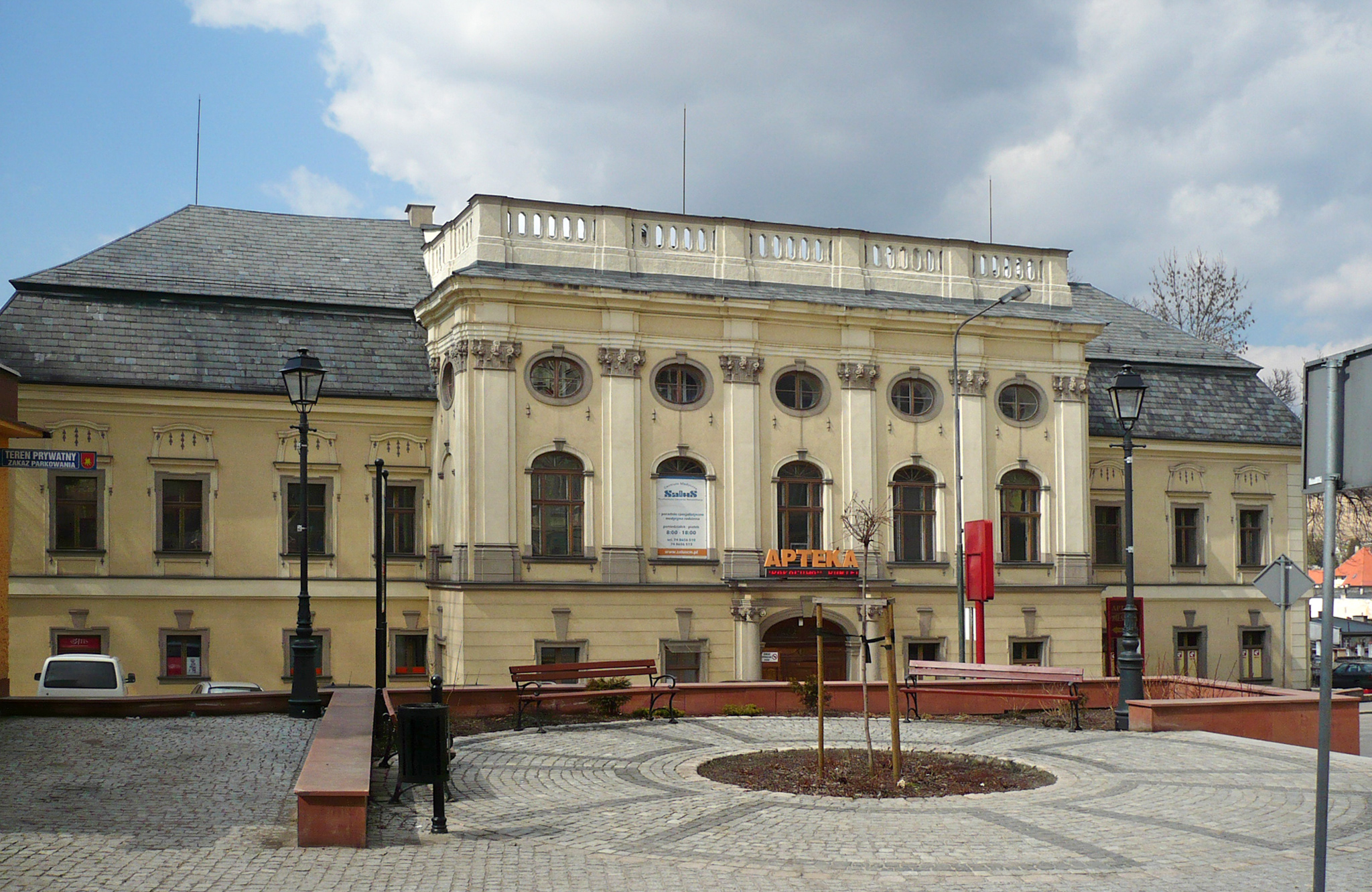
Schloss Neurode
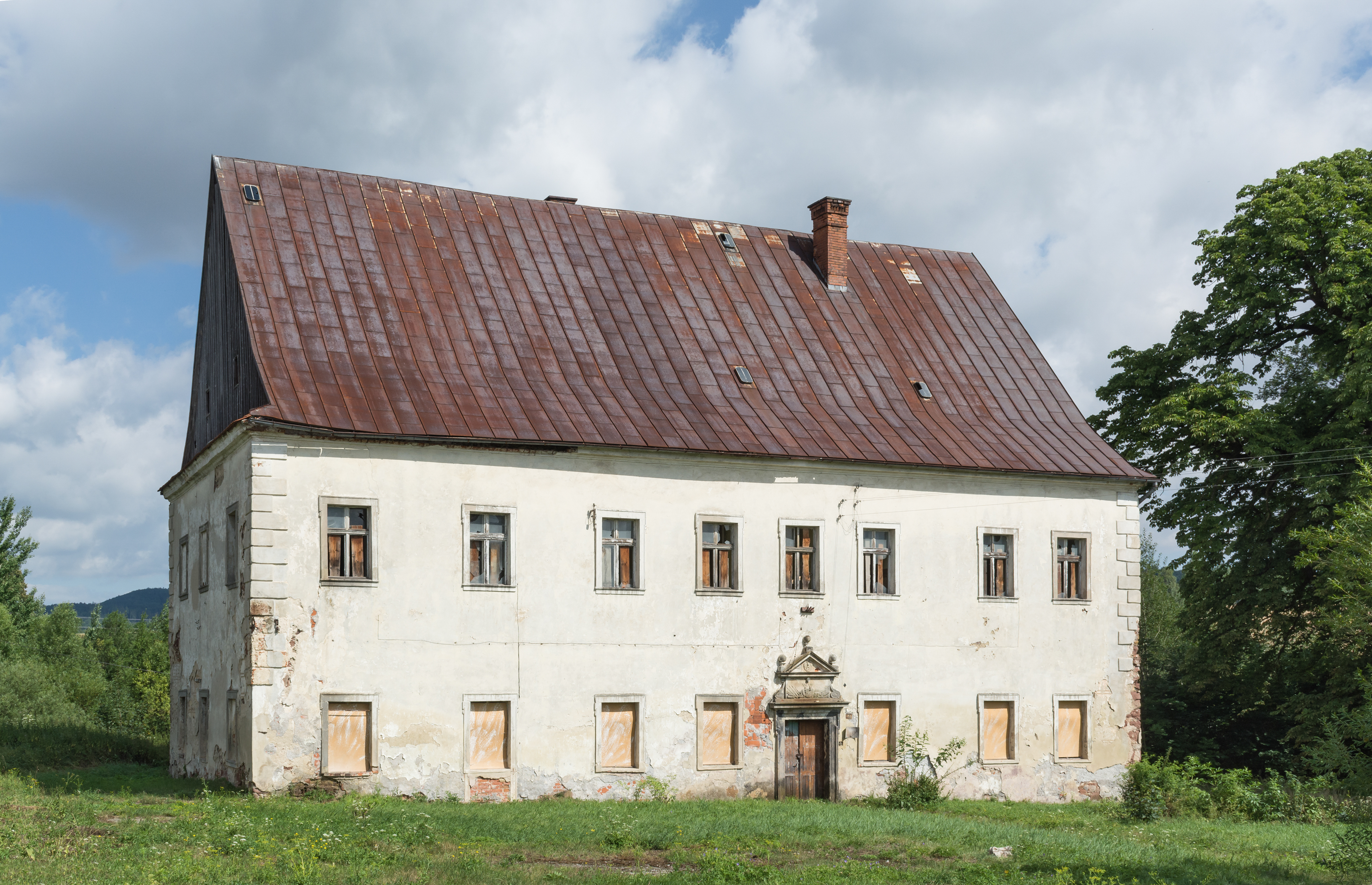
Gut Gabersdorf
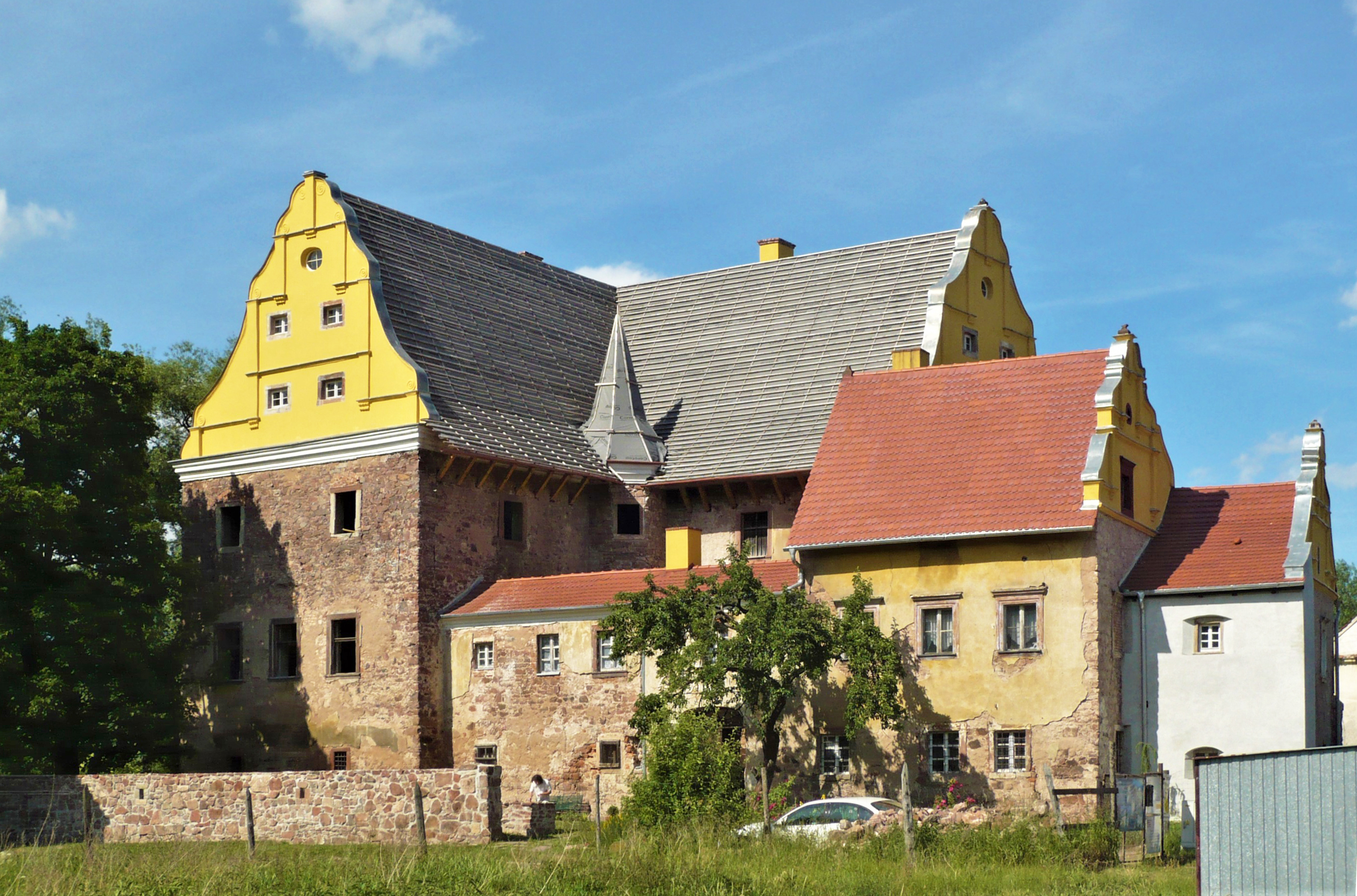
Oberhof in Mittelsteine
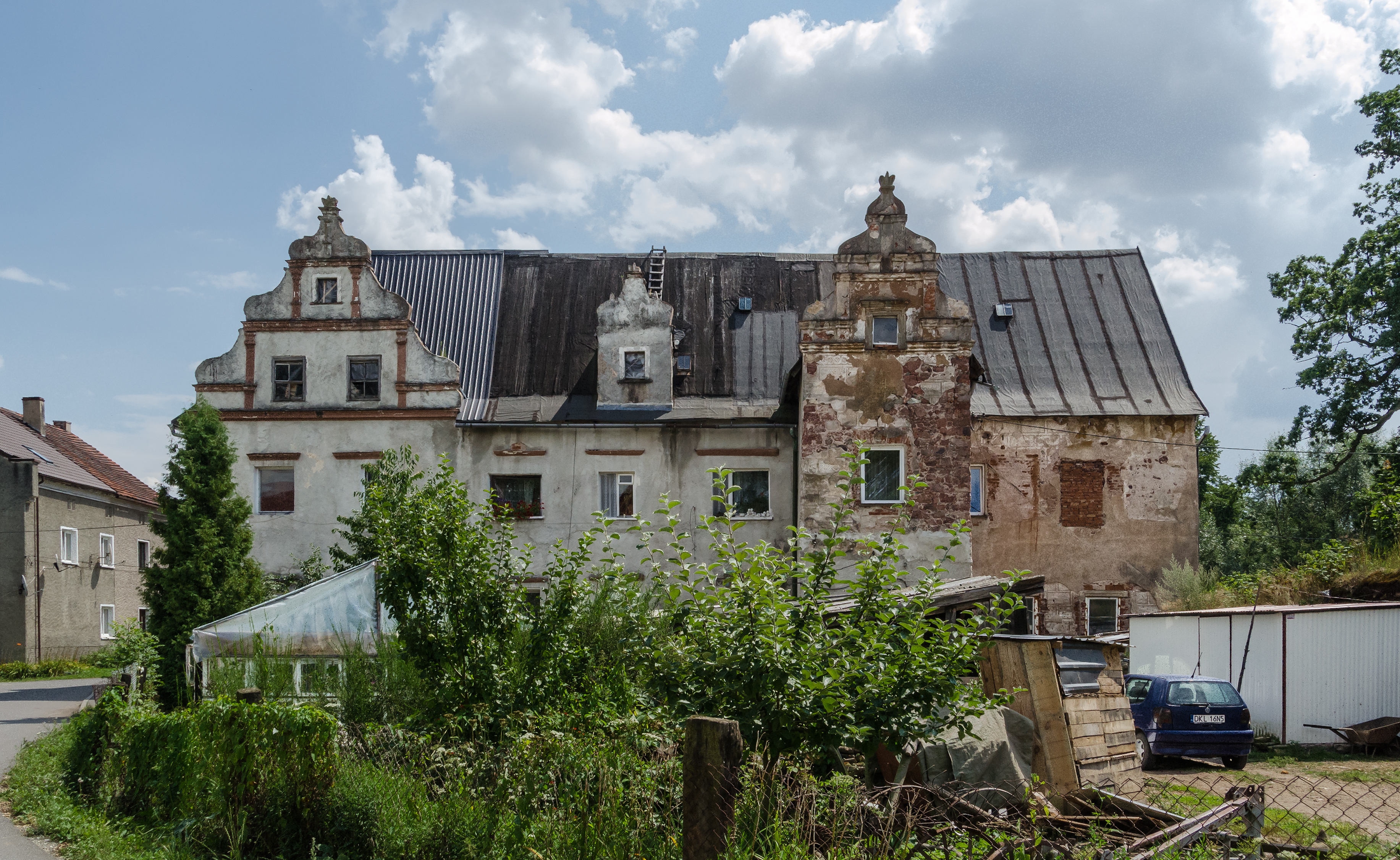
Schloss Niedersteine
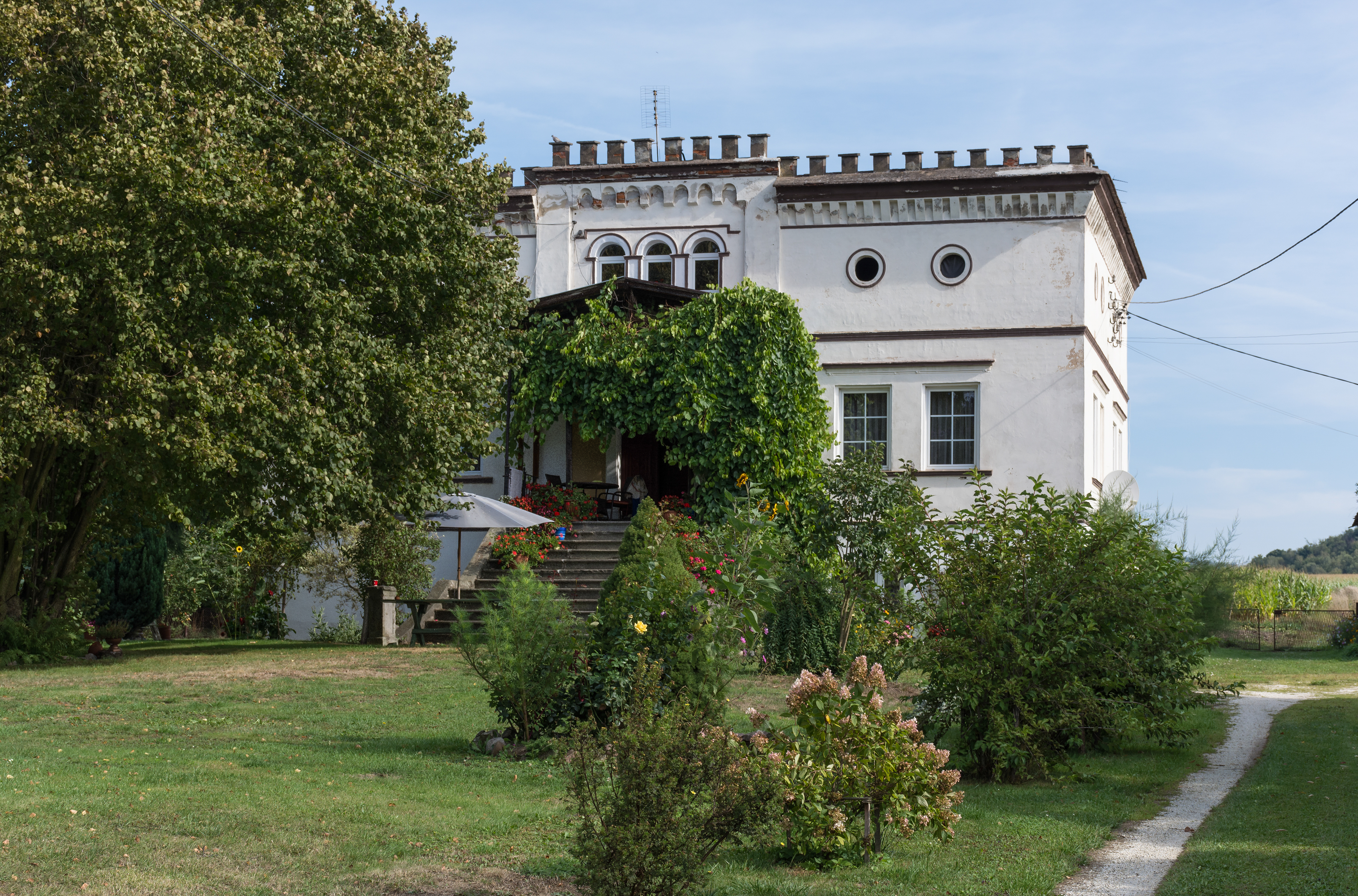
Gut Schwenz

## Wappen

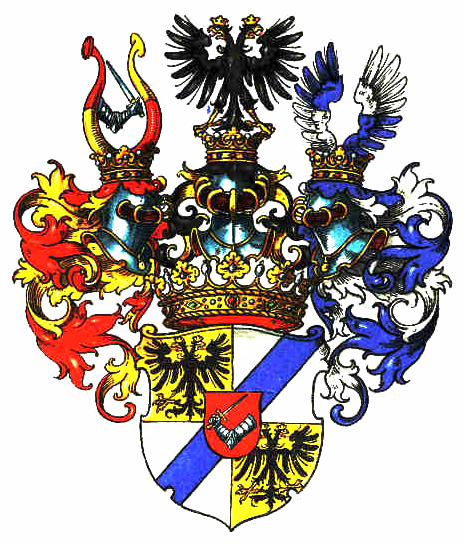
Wappen der Grafen von Magnis

- Das Stammwappen zeigt in Blau einen silbernen Schräglinksbalken. Auf dem Helm mit blau-silbernen Decken ein offener, von Blau und Silber übereck-geteilter Flug.
- Das gräfliche Wappen von 1637 ist geviert mit einem roten Herzschild, darin ein rechtsgekehrter, gold geharnischter Arm, in der bloßen Faust ein blankes Schwert haltend. Die Felder 1 und 4 zeigen in Gold einen gekrönten schwarzen Doppeladler, 2 und 3 das Stammwappen. Drei Helme: auf dem rechten mit rot-goldenen Decken der Schwertarm zwischen zwei von Rot und Gold übereck geteilten Büffelhörnern, auf dem mittleren mit schwarz-goldenen Decken der Doppeladler, auf dem linken mit blau-silbernen Decken der offene Flug des Stammwappens.[2]

## Persönlichkeiten

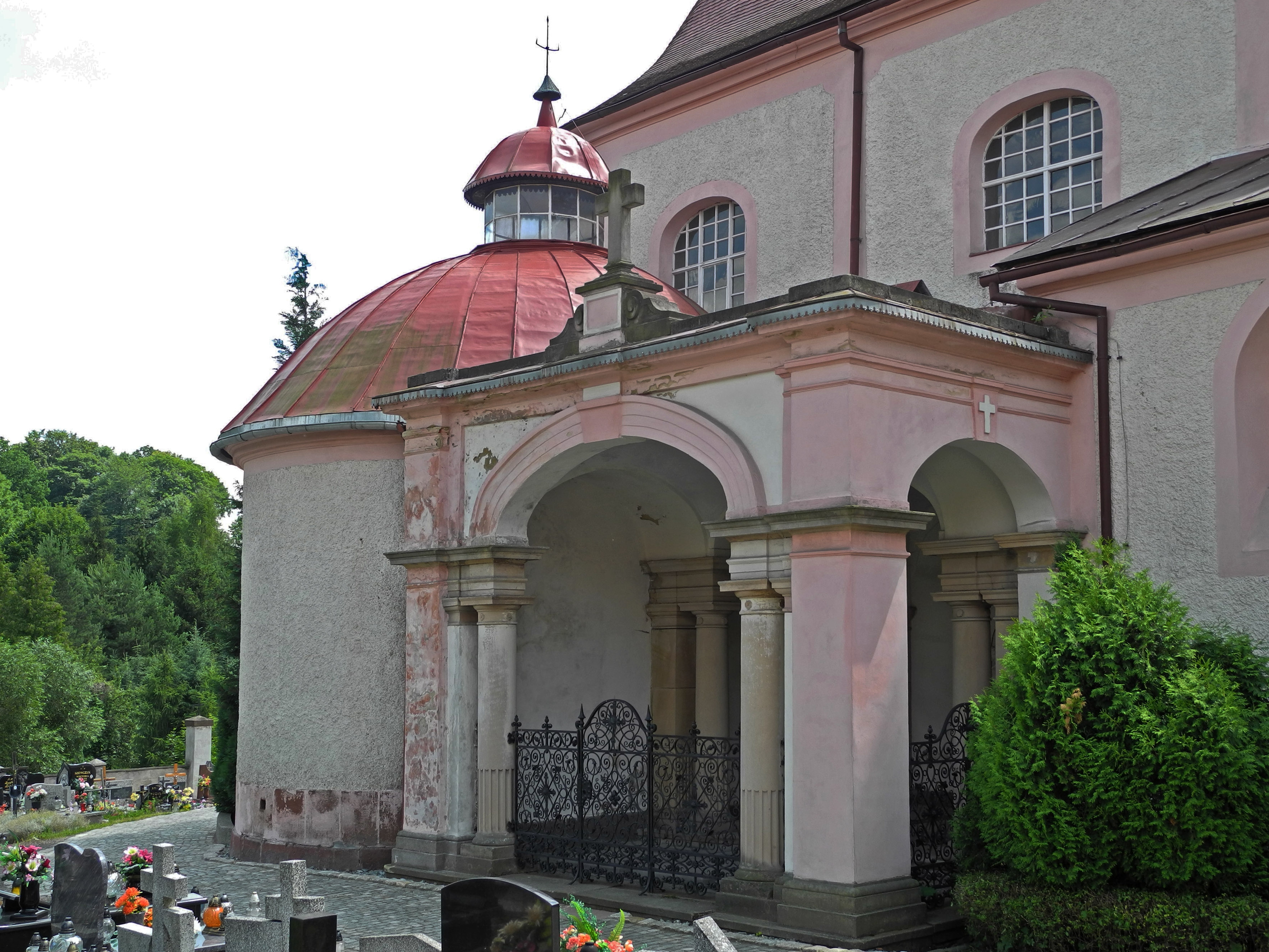
Grabkapelle der Grafen von Magnis an der Pfarrkirche St. Peter und Paul in Eckersdorf (Bożków)

- Giovanni Battista Magni († 1562), Handelsherr in Como
- Constantin Magni (1527–1606), Handelsherr in Como, zieht um 1563 nach Mailand, kaiserlicher Geheimrat in Wien, ab 1588 in Prag
- Giovanni Pietro Magni (1555–1618), kaiserlicher Leibarzt
- Valerian von Magnis (1586–1661), Provinzial der österreichisch-böhmischen Ordensprovinz des Kapuzinerordens, kaiserlicher Diplomat
- Franz Graf Straßnitz, Freiherr von Magnis (* 1598; † 6. Dezember 1652), Generalfeldmarschall-Lieutnant Mährens, Landeshauptmann des Fürstentums Oppeln-Ratibor von 1646 bis 1649, dann Oberstlandrichter Mährens, auf Herrschaft Straßnitz in Mähren
- Maximilian Philipp von Magnis (1685–1738) auf Straßnitz und Přestavlk
- Franz Johann von Magnis (1727–1757) Gutsherr aus Straßnitz. Heiratete Maria Franziska von Götzen (1721–1780), eine Tochter des Reichsgrafen Franz Anton von Götzen (1693–1738). Sie vermählte sich als Witwe in zweiter Ehe mit dem ungarischen Grafen Nyary auf Sobotič.[3]
- Anton Alexander von Magnis (1751–1817) auf Přestavlk, erbte über seine Mutter Maria Franziska, geb. von Götzen, nach deren Tod 1780 die Besitzungen in Eckersdorf
- Franz von Magnis (1773–1848), Kunstliebhaber
- Anton von Magnis (1786–1861), Gutsherr und Landwirt
- Wilhelm von Magnis (1787–1851), Gutsherr und Landwirt
- Anton Franz von Magnis (1862–1944), Industrieller, als Abgeordneter für die Deutsche Zentrumspartei Mitglied des Reichstags und des Preußischen Herrenhauses
- Ferdinand Graf von Magnis (1905–1996)
- Gabriele von Magnis (1896–1976), Fürsorgerin, Sonderbeauftragte des Breslauer Bischofs Adolf Bertram für die Betreuung der katholischen "Nichtarier" Oberschlesiens
- Franz Magnis-Suseno (* 1936 als Franz Graf von Magnis), Jesuit, Rektor der philosophischen Hochschule in Jakarta, Indonesien
- Anton Graf von Magnis (1943–1999), Ökonom, Forstwirt, Geschäftsführer der Vereinigung hessischer Unternehmerverbände
- Constantin Graf von Magnis (* 1979), Journalist und Autor